# Gabriella Besanzoni
Gabriella Besanzoni   (Roma, 20 de setembre de 1890 - Roma, 8 de juliol de 1962), coneguda artísticament també com a Gabriella Besanzoni Lage, fou una contralt i mezzosoprano italiana.

## Biografia

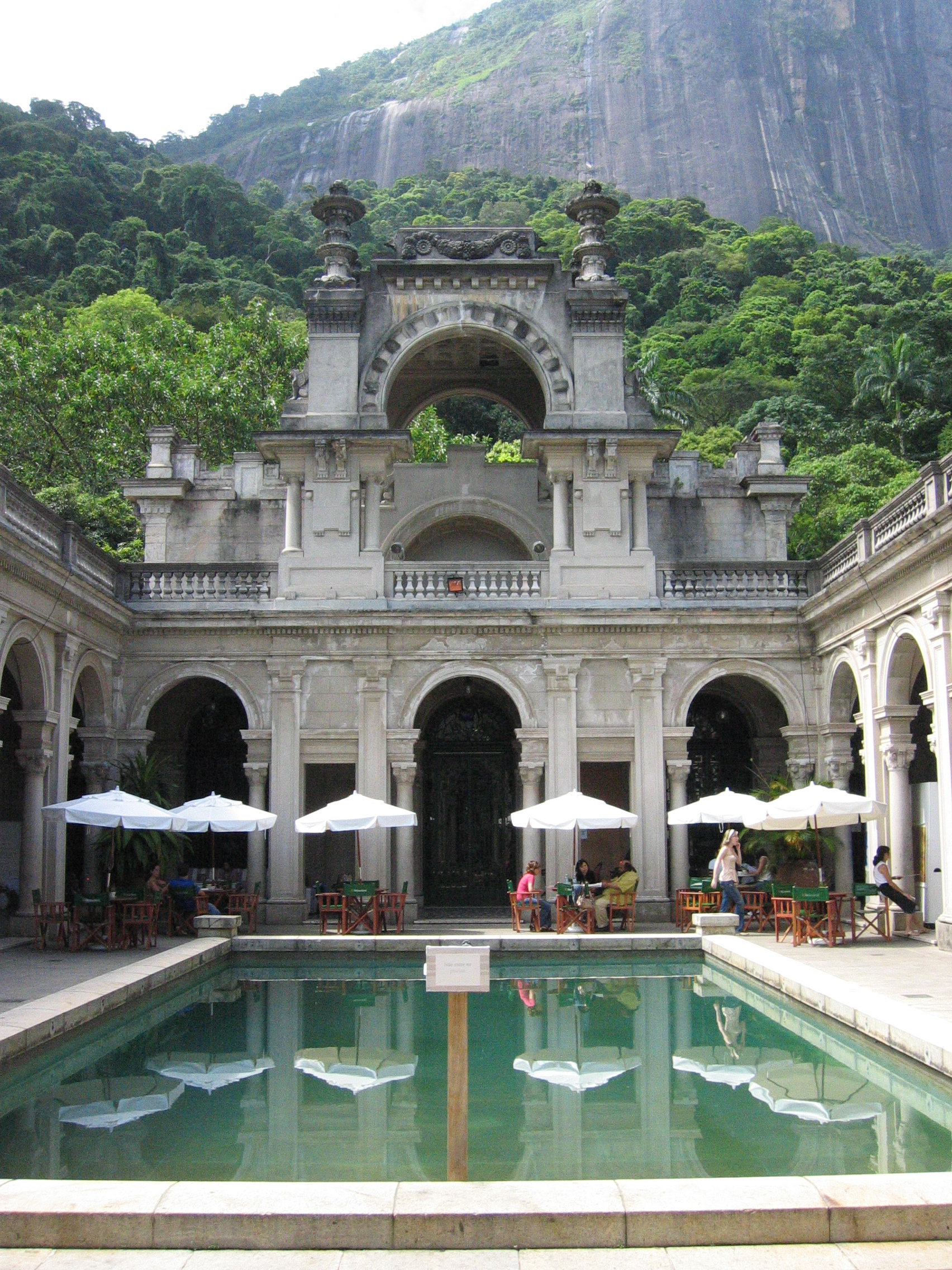
Parc Lage, antiga residència de Gabriella Besanzoni a Rio de Janeiro, dissenyat per Mario Vodret

Gabriella Besanzoni va estudiar cant a Roma, a l'Acadèmia Nacional de Santa Cecília, on va ser alumna d'Alessandro Maggi i d'Ibilda Brizzi. Durant aquest període cantava amb veu de soprano lleugera, però després es va veure obligada a modificar la seva trajectòria formativa, adonant-se que era més apta per a suportar parts de soprano dramàtic i de mezzosoprano, aconseguint finalment un registre vocal que per la seva extensió, encara que fos capaç d'arribar a notes agudes, tenia un registre greu robust.
El seu debut va tenir lloc a Viterbo l'any 1911, on com a soprano va donar veu al personatge d'Adalgisa a l'òpera Norma de Vincenzo Bellini, però va ser al Teatro dell'Opera di Roma, dos anys més tard, en interpretar el paper d'Ulrica de l'òpera Un ballo in maschera de Giuseppe Verdi, quan començà la seva carrera de mezzosoprano.
Va estar principalment activa a Amèrica del Sud en les dècades del 1910 i del 1920, cantant en nombrosos teatres d'òpera, entre els quals el Teatro Colón (Buenos Aires), on va tenir un èxit considerable i va ser elogiada pel públic argentí. Durant aquest període va alternar els escenaris sud-americans amb els europeus, tant a Berlín com a escenaris arreu d'Itàlia -al Teatro alla Scala de Milà va interpretar Orfeo i Amneris-, a l'Havana, Cuba, i als Estats Units d'Amèrica, on va ser diverses vegades convidada dels teatres d'òpera de Chicago i Metropolitan Opera House de Nova York, on va cantar, encara que sense gaire èxit, amb Enrico Caruso la temporada 1919-20.
A Barcelona va actuar en la Temporada 1917-1918 del Liceu, debutant en Aida de Giuseppe Verdi el 20 de desembre de 1917, amb Ester Mazzoleni, Mariano Stabile, Bernardo de Muro i Gaudio Mansueto, amb la direcció d'Antonio Guarnieri. Va cantar dies més tard, ja en 1918, el paper principal de Carmen de Georges Bizet, amb Maria Ross, Bernardo de Muro i Marcel Journet, sota la direcció d'Arturo Saco del Valle. Va marxar a continuació a Madrid, on va cantar al Teatro Real el paper principal de Carmen, també amb Bernardo de Muro, Maria Ross i Marcel Journet, amb la ballarina Pastora Imperio en la dansa del segon acte, sota la direcció d'Arturo Saco del Valle. El cronista de "La Mañana" de Madrid va dir de la seva actuació: "digna de menció especial és la senyora Besanzoni, encarregada de la protagonista de l'òpera. A Espanya és molt difícil a una estrangera col·locar-se al punt mitjà, o interpretar encertadament la cigarrera sevillana". Dies més tard era el torn de la representació al Real de Mignon d'Ambroise Thomas, amb Ángeles Ottein, Tito Schipa i Angelo Masini Pieralli, també amb el director Saco del Valle. En aquella temporada va participar també en Samson et Dalila de Camille Saint-Saëns, Cavalleria rusticana de Pietro Mascagni i Il trovatore de Verdi.
L'any 1932 va tornar a Itàlia, cantant de nou a La Scala, amb èxit, les òperes Carmen i Mignon, abans de tornar a l'Argentina on cantà al Colón fins al 1935.
Va fer nombrosos papers durant la seva carrera: a més dels ja esmentats, Dalila en Samson et Dalila de Camille Saint-Saëns, Santuzza de Cavalleria rusticana (per voluntat del mateix compositor, Pietro Mascagni), La cieca de La Gioconda, d'Amilcare Ponchielli, Preziosilla de La forza del destino de Verdi, Azucena d'Il trovatore de Verdi, Mrs Quickly de Falstaff de Verdi, Marina de Borís Godunov de Modest Mússorgski, Leonora de La Favorita de Gaetano Donizetti, així com diversos personatges rosinians, d'òpera buffa com ara Isabella de L'Italiana in Algeri, la Cenerentola de l'òpera homònima i Rosina d'Il barbiere di Siviglia, però també d'òperes serioses com ara el paper travesti Arsace de Semiramide. Va participar en diverses estrenes mundials, com Melenis i Francesca da Rimini de Riccardo Zandonai, respectivament el 13 de novembre de 1912 al Teatre Dal Verme de Milà, i el 19 de febrer de 1914 al Teatro Regio de Torí, i a les parts més petites de Calpurnia i una esclava, i Jacquerie de Gino Marinuzzi (pare), en el paper de Glorianda di Chivry.
Després d'haver tingut una relació romàntica amb el pianista Arthur Rubinstein el 1918, mentre tots dos treballaven junts a Madrid, Buenos Aires i Nova York, Besanzoni es va casar amb l'industrial brasiler Henrique Lage el 1924, establint-se així amb ell a l'Amèrica Llatina, on, a Rio de Janeiro, va obrir una escola de cant gratuïta per a joves principiants. Després d'haver reduït les seves aparicions públiques, limitades sobretot a espectacles benèfics, Besanzoni va voler acomiadar la seva carrera escènica reprenent el seu gran cavall de batalla, Carmen, a Roma, a les Termes de Caracalla, l'any 1939. Va tornar gairebé immediatament al Brasil i va quedar vídua dos anys més tard, el 1941. A partir de llavors va haver d'enfrontar-se a greus dificultats amb les autoritats brasileres per l'herència del seu difunt marit. El 1951 va tornar definitivament a Itàlia, instal·lant-se de nou a la seva ciutat natal i reprenent la seva activitat lliure com a professor de cant.
Casada en segones núpcies el 1956, va morir a Roma el 1962, sent enterrada amb el seu vestit del quart acte de Carmen.